# جورج مولر (كاتب سير ذاتية)
جورج مولر (بالألمانية: Georg Müller)‏ هو مدير ملجأ أيتام ألماني، ولد في 27 سبتمبر 1805 في كروبنشتيت في ألمانيا، وتوفي في 10 مارس 1898 في برستل في المملكة المتحدة.